# Elsterwerdaer Rautenkranz

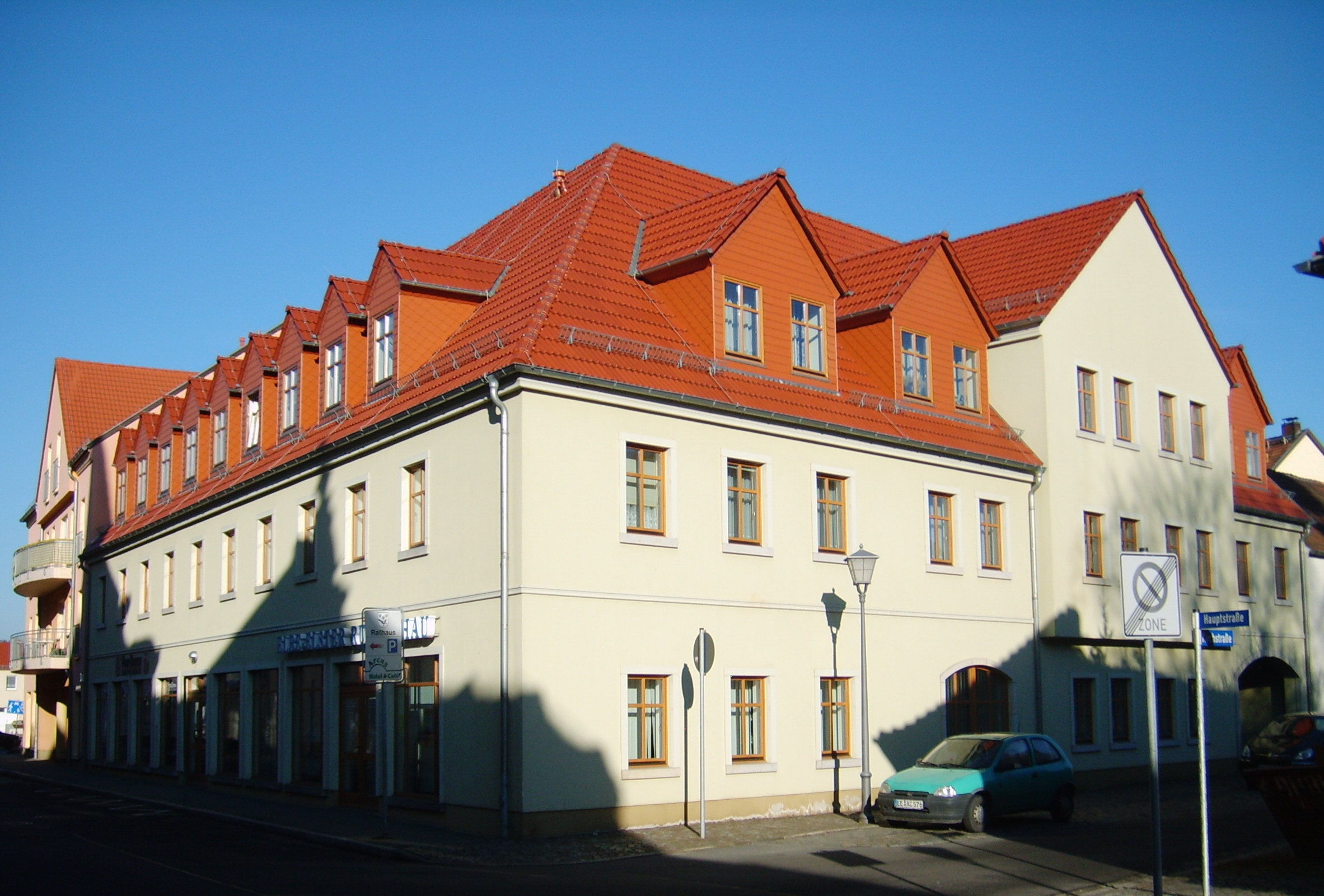
„Der Rautenkranz“

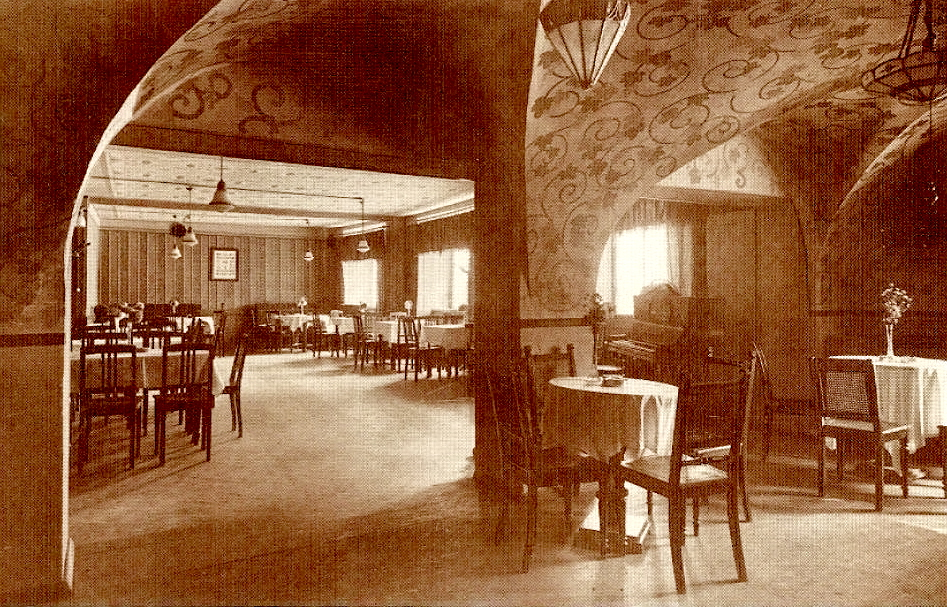
Gasthof „Zum Rautenkranz“ 1920

Der Rautenkranz war eines der ältesten Gebäude der südbrandenburgischen Stadt Elsterwerda im Landkreis Elbe-Elster. Er befindet sich gegenüber dem Rathaus an der Ecke Hauptstraße/Kirchgasse.

## Geschichte
Im Elsterwerdaer Stadtbuch von 1711 war das Gebäude die Feuerstätte Nr. 7. Da es der Hauptmann von Rohr bewohnte, wurde es auch das Hauptmannsche Haus genannt. Wann das alte Gebäude erbaut wurde, ist nicht mehr festzustellen. Aber es ist bekannt, dass es bereits 1604 der Magister Steinhauer an Hans Richter und dieser es später wiederum an den Hauptmann Georg von Rohr verkaufte. Der Rautenkranz war einst das vornehmste Gasthaus der Stadt und gehörte ab 1727 zum Kammergut. Hier und in der gegenüber liegenden Posthalterei erfolgten Halt und Ausspann der Pferde, des seit dem Ende des 17. Jahrhunderts eingerichteten Postlinienverkehrs durch Elsterwerda. Am 28. Februar 1820 wurde er in Erbpacht gegeben und nach dem viele Jahre am Gebäude keine baulichen Veränderungen vorgenommen waren, erfolgten diese 1925 durch den damals ansässigen Gastwirt Wilhelm Thiele.
1945 wurde die Stadt Elsterwerda Eigentümer des Gebäudes und der Gasthofsbetrieb wurde 1947/48 eingestellt. Von 1952 bis 1986 waren hier eine Schulküche und die Schülerspeisung untergebracht. Außerdem befanden sich von 1980 bis 1990 ein Intershop und von 1986 bis 1990 ein Delikat-Laden im Gebäude. Nachdem das Haus noch bis 1992 teilweise von einem Milchladen genutzt wurde, steht es seitdem auf der Prioritätenliste der Stadtsanierung und unterliegt den Bedingungen des Denkmalschutzes. 1995 erhielt es der Alteigentümer Stefan Wolter auf Grund eines Rückführungsantrages zurück und es wechselte anschließend mehrmals den Besitzer. Nach einer gründlichen Prüfung der Bausubstanz wurde entschieden, das Gebäude zum großen Teil abzureißen. Jedoch musste ein Raum mit historischem Kreuzgewölbe erhalten bleiben. Der Abriss begann im Oktober 1998. Nachdem man bereits bei den Umbauarbeiten 1925 auf eine alte Begräbnisstätte gestoßen war, fand man jetzt ebenfalls mehrere Gräber, welche laut dem Archäologen Dr. Müller vermutlich zu einem im 16. Jahrhundert aufgegebenen Friedhof gehörten. Außerdem gab es die Vermutung, dass sich auf diesem Gelände ein Klosterfriedhof befand, was aber nicht bestätigt werden konnte. Am 16. März 1999 stieß man bei weiteren Untersuchungen auf einen Brennofen aus dem 19. Jahrhundert, welcher der einzige erhaltene Brennofen im Elbe-Elster-Kreis ist, sowie auf ungefähr 300–400 kg Keramikreste, was auf eine große Töpferei schließen lässt. Die Grundsteinlegung für den ungefähr 6 Millionen DM teuren Neubau erfolgte am 14. April 1999. Hier musste die ursprüngliche bauliche Struktur wiederhergestellt und Sprossenfenster eingebaut werden. Bereits am 6. August 1999 fand das Richtfest statt und im Januar 2000 wurde der neue Rautenkranz bezugsfertig. Gegenwärtig wird das Gebäude für Betreutes Wohnen genutzt. Außerdem befinden sich hier Geschäfts- und Gewerberäume.

## Veröffentlichungen
- B. Müller: Gab es ein Kloster in Elsterwerda? Archäologische Untersuchungen auf dem sogenannten Rautenkranz-Grundstück in Elsterwerda, Landkreis Elbe-Elster. In: Einsichten. Archäologische Beiträge für den Süden des Landes Brandenburg 1999. (= Arbeitsberichte zur Bodendenkmalpflege in Brandenburg. 4). Hrsg. vom Brandenburgischen Landesmuseum für Ur- und Frühgeschichte, Außenstelle Cottbus. Cottbus 2000, ISBN 3-910011-18-7, S. 79–84.